# Chani
Chani es un personaje de ficción de la saga de novelas de ciencia ficción Dune escrita por Frank Herbert. Aparece en Dune y El Mesías de Dune. Conocida por ser la esposa fremen y concubina legal de Paul Atreides (Muad'Dib), Chani era la hija de Liet-Kynes, planetólogo imperial y de Faroula, la esposa fremen de este. Dio a luz tres hijos con Paul Atreides: Leto, el primogénito, nacido y asesinado durante el ascenso de su padre al trono imperial, y los gemelos pre-nacidos Ghanima y Leto, que tras la regencia de su tía Alia Atreides ascenderá al trono con el nombre de Leto II, y será conocido como el Dios Emperador.
El personaje fue interpretado por Sean Young en la película Dune (1984), de David Lynch, por la actriz Barbora Kodetova en las miniseries Dune (2000) e Hijos de Dune (2003) y por Zendaya en las películas Dune (2021) y Dune: Part Two (2024), dirigidas por Denis Villeneuve.

## Sobre el personaje

### Dune
Chani aparece en las primeras visiones prescientes de Paul Atreides, antes de haberse conocido. Al escapar Paul junto a su madre Dama Jessica de la invasión Harkonnen en que muere el duque Leto, son recogidos por una tribu fremen, el Sietch Tabr, y Chani es encargada de proteger y entrenar a Paul en las costumbres fremen. Pronto iniciarán una relación amorosa, al tiempo que Paul, conocido como Muad'dib entre los fremen, se perfila como un líder religioso entre los Fremen.
Aunque era una guerrera experta del Sietch Tabr, con el entrenamiento Bene Gesserit impartido por Paul y Dama Jessica entre los fremen, sus capacidades de combate crecen, al igual que la del resto de guerreros fremen. También era sayyadina de los fremen, una acólita femenina en la jerarquía religiosa de los fremen. Su conocimiento de la especia y del trance presciente que provoca le permitió ayudar posteriormente a Paul a salir del trance en que cayó mientras transmutaba el agua de vida y se convertía en el Kwisatz Haderach. Chani dio a luz al primogénito de Paul, que moriría a manos de los Sardaukar imperiales durante el ataque final de los fremen a la capital de Arrakis, Arrakeen.
Con el fin de cimentar el poder tras el derrocamiento del emperador Shaddam IV de los Corrino, Paul toma por esposa a la princesa Irulan Corrino (la hija mayor de Shaddam). Chani comparte las razones políticas de este matrimonio, pero Paul le asegura:

Te juro -murmuró- que no necesitarás ningún título. Aquella mujer será mi esposa, y tú tan sólo una concubina porque esto es un asunto político y debemos sellar la paz y aliarnos con las Grandes Casas del Landsraad. Las formalidades serán respetadas. Pero aquella princesa no obtendrá de mí más que el nombre. Ningún hijo, ninguna caricia, ninguna mirada, ningún instante de deseo.

A lo que Dama Jessica añadió:

Piensa en ello, Chani: esa princesa tendrá el nombre, pero será mucho menos que una concubina... nunca conocerá un momento de ternura por parte del hombre al que estará unida. Mientras que a nosotras, Chani, nosotras que arrastramos el nombre de concubinas... la historia nos llamará esposas."

### El Mesías de Dune
En El Mesías de Dune, doce años después de la subida al trono Imperial de Paul Atreides, este sigue sin descendencia. Deseando continuar su programa genético y mantener el control de la línea de sangre Atreides, la Hermandad Bene Gesserit siente temor ante los impredecibles "genes salvajes fremen" de Chani que podrían contaminar a los descendientes de Paul. Este les ofrece un pacto: Irulan puede ser inseminada y engendrar un descendiente, pero no será nombrado heredero. La inseminación artificial, debido a los tabús desarrollados tras la Yihad Butleriana, resulta tan terrible para la Hermandad como la pérdida de los genes Atreides.
Irulan, instruida en la Bene Gesserit, suministra en secreto un contraceptivo a Chani para evitar que ésta conciba un heredero imperial, pero Chani decide seguir una antigua dieta fremen que aumenta la fertilidad. Eliminada la intervención de Irulan por la dieta, Chani queda pronto encinta. Pero un efecto secundario del contraceptivo que le fue suministrado acelera el embarazo, y obliga a Chani a consumir grandes cantidades de melange, lo que puede tener un efecto peligroso sobre los fetos y sus "preciosos genes atreides." Desgraciadamente, Chani muere dando a luz a los gemelos Leto II y Ghanima.

### Hijos de Dune
Pese a estar muerta, el personaje aparece como parte de las Otras Memorias de sus hijos prenacidos en Hijos de Dune. Así, buscando consejo sobre la situación de peligro en que se encuentran, los gemelos Ghanima y Leto invocan las memorias de sus padres, Chani y Paul. Durante el trance, la personalidad de Chani se siente tentada de poseer el cuerpo de su hija, y sólo el rechazo de su marido Paul a través de Leto consigue evitarlo. Posteriormente, Chani se convierte en guardiana frente a las hordas de Otras Memorias de su hija, bloqueándolas para permitir que la personalidad de Ghanima se desarrolle normalmente.

### Dios Emperador de Dune
Tres mil quinientos años después, la personalidad de Chani aún se encuentra entre las Otras Memorias de su hijo Leto II, Dios Emperador de Dune, que estableció su propio sistema de alianzas entre distintas personalidades de su pasado para construirse una personalidad suficientemente fuerte que controlase la horda de Otras Memorias y defenderse así de la posesión. En un momento dado, Leto permite a la personalidad de Chani hablar a través de él.

### Casa Capitular Dune
Se menciona en Casa Capitular Dune, última novela de la saga, que células de Chani, así como de otros personajes del tiempo de Muad'dib, se encuentran contenidas en una cápsula de stasis alojada en el pecho de Scytale, el tleilaxu refugiado-prisionero de las Bene Gesserit.

### Cazadores de Dune
En Cazadores de Dune, primera parte de la secuela de la saga, gholas de Paul Atreides y Chani, así como otros personajes de la saga original, son desarrollados a partir de las células guardadas por Scytale, con objeto de utilizar sus dones excepcionales en la batalla contra las máquinas pensantes.